# Friesen (Kronach)

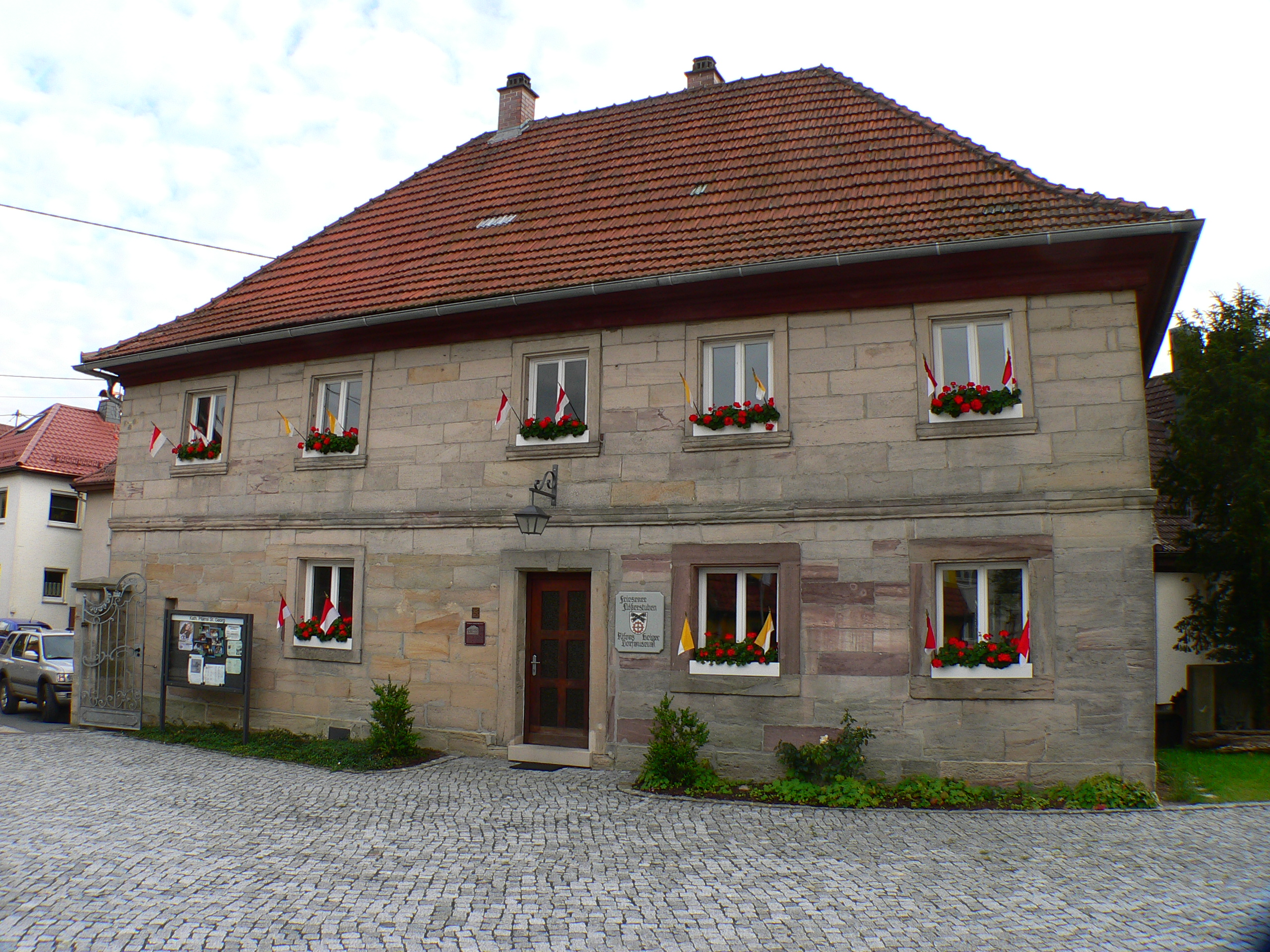
Dorf- und Flößermuseum, ehemaliges Schulhaus

Friesen ist ein Gemeindeteil der Kreisstadt Kronach im Landkreis Kronach (Oberfranken, Bayern).

## Geographie
Das Pfarrdorf liegt an der Kronach und an der Remschlitz, die innerorts als linker Zufluss in die Kronach mündet. Die Staatsstraße 2200 führt nach Steinberg (1,7 km nördlich) bzw. nach Dörfles (1,4 km südwestlich). Die Kreisstraße KC 25 führt nach Gundelsdorf zur Bundesstraße 85 (3,7 km nordwestlich). Gemeindeverbindungsstraßen führen nach Remschlitz (2,1 km nordöstlich) und nach Rennesberg (1,2 km südlich).

## Geschichte
Erstmals urkundlich erwähnt wurde Friesen im Jahre 1348. Es gab ein mittleres Schloss, das aber schon im 19. Jahrhundert zerfallen war. Das obere Schloss war bis vor kurzem noch als Ruine erhalten, deren Reste inzwischen beseitigt wurden. Seit Mitte des 17. bis Ende des 19. Jahrhunderts bestand eine jüdische Gemeinde im Ort. Die 1434 errichtete Wehrkirche wurde mehrfach umgebaut und renoviert.
Gegen Ende des 18. Jahrhunderts bestand Friesen aus 103 Anwesen. Das Hochgericht übte das bambergische Centamt Kronach aus. Die Dorf- und Gemeindeherrschaft hatte das Vogteiamt Kronach inne. Grundherren waren
- das Kastenamt Kronach (86 Anwesen: 1 Gut, 10 Söldengüter, 10 Söldengütlein, 1 Höflein, 31 Tropfhäuser, 13 halbe Tropfhäuser, 13 Häuser, 5 halbe Häuser, 2 Schneidmühlen),
- die Pfarrei Kronach (5 Anwesen: 1 Zinshof, 1 Haus, 2 halbe Tropfhäuser, 1 Mahlmühle),
- das Gotteshaus Kronach (5 Anwesen: 1 Haus, 2 halbe Tropfhäuser, 2 halbe Häuser),
- die Stadt Kronach (4 Anwesen: 1 Tropfhaus, 1 Haus, 1 halbes Tropfhaus, 1 halbes Haus),
- der Lehenhof Bamberg (1 Tropfsölde, 1 Haus),
- das Rittergut Seibelsdorf (2 halbe Tropfhäuser).

Außerdem gab es noch eine Kirche, ein Kaplanhaus, ein Schulhaus und eine Synagoge.:S. 472
Friesen kam durch den Reichsdeputationshauptschluss im Jahr 1803 zum Kurfürstentum Bayern. Mit dem Gemeindeedikt wurde 1808 der Steuerdistrikt Friesen gebildet, zu dem Dennig, Dörfles, Neumühle, Rennesberg, Rosenhof und Trebesgrund gehörten. Mit dem Zweiten Gemeindeedikt (1818) entstand die Ruralgemeinde Friesen, zu der Dennig, Neumühle, Rennesberg und Trebesgrund gehörten. Sie war in Verwaltung und Gerichtsbarkeit dem Landgericht Kronach zugeordnet und in der Finanzverwaltung dem Rentamt Kronach (1919 in Finanzamt Kronach umbenannt). In der freiwilligen Gerichtsbarkeit unterstanden zwei Anwesen dem Patrimonialgericht Seibelsdorf (1819–1833). In der ersten Hälfte des 19. Jahrhunderts wurde auf dem Gemeindegebiet Hochwart gegründet. Als im Königreich Bayern im Jahr 1862 die Zuständigkeit als unterste staatliche Verwaltungsebene an die neu eingerichteten Bezirksämter übertragen wurde, kam Friesen zum Bezirksamt Kronach (1939 in Landkreis Kronach umbenannt). Die Gerichtsbarkeit blieb beim Landgericht Kronach (1879 in das Amtsgericht Kronach umgewandelt).:S. 581 Die Gemeinde hatte eine Fläche von 6,727 km².
Im Zuge der Gebietsreform in Bayern wurde die Gemeinde Friesen am 1. Mai 1978 nach Kronach eingegliedert.
Die Friesener werden auch als „Orchelsacher“ bezeichnet, weil vor langer Zeit ein Knabe in die Orgel gesacht (uriniert) und Spuren hinterlassen hat.

### Baudenkmäler
In Friesen gibt es 23 Baudenkmäler:
- Katholische Pfarrkirche St. Georg
- Pfarrhaus
- Ehemaliges Schulhaus, heute Museum
- 8 Wohnhäuser, davon war eines ursprünglich eine Synagoge
- Keller
- 2 Wegkapellen
- 2 Wegkreuze
- 5 Bildstöcke
- Figur des heiligen Nepomuk und Christus an der Geißelsäule
- Grenzsteine

### Einwohnerentwicklung
Gemeinde Friesen
| Jahr      | 1840  | 1852  | 1855  | 1861  | 1867  | 1871   | 1875   | 1880   | 1885   | 1890   | 1895  | 1900   | 1905  | 1910   | 1919  | 1925   | 1933  | 1939  | 1946  | 1950   | 1952  | 1961  | 1970   |
| Einwohner | 764   | 734   | 766   | 820   | 784   | 786    | 793    | 815    | 794    | 777    | 781   | 786    | 818   | 825    | 815   | 851    | 864   | 886   | 1038  | 1065   | 1035  | 1073  | 1180   |
| Häuser    |       |       |       |       |       | 120    |        |        | 124    | 115    |       | 120    |       |        |       | 133    |       |       |       | 170    |       | 190   |        |
| Quelle    | [ 7 ] | [ 7 ] | [ 7 ] | [ 8 ] | [ 9 ] | [ 10 ] | [ 11 ] | [ 12 ] | [ 13 ] | [ 14 ] | [ 7 ] | [ 15 ] | [ 7 ] | [ 16 ] | [ 7 ] | [ 17 ] | [ 7 ] | [ 7 ] | [ 7 ] | [ 18 ] | [ 7 ] | [ 4 ] | [ 19 ] |

Ort Friesen
| Jahr      | 001818  | 001861 | 001871 | 001885 | 001900 | 001925 | 001950 | 001961 | 001970 | 001987 |
| Einwohner | 622     | 735    | 704    | 717    | 718    | 785    | 996    | 978    | 1072   | 1143 * |
| Häuser    | 93      |        |        | 113    | 111    | 124    | 155    | 175    |        | 294 *  |
| Quelle    | :S. 581 | [ 8 ]  | [ 10 ] | [ 13 ] | [ 15 ] | [ 17 ] | [ 18 ] | [ 4 ]  | [ 19 ] | [ 20 ] |

## Religion
Der Ort ist römisch-katholisch geprägt und nach St. Georg (Kronach) gepfarrt.:S. 472